# Robert Loriot
Robert Loriot  (* 1907; † 1980) war ein französischer Romanist und Dialektologe.

## Leben und Werk
Loriot habilitierte sich 1960 an der Universität Montpellier (bei Jean Bourciez) mit den beiden Thèses La Structure linguistique du sud de la Picardie et du nord de l'Ile-de-France. Oise et Seine-et-Oise. Etude des comportements phonétiques (erschienen postum u. d. T. Les parlers de l'Oise. La structure linguistique du Sud de la Picardie. Etude de comportements phonétiques, hrsg. von der Association bourguignonne de dialectologie et d'onomastique und der Société de linguistique picarde, Fontaine-lès-Dijon 1984) und La frontière dialectale moderne en Haute-Normandie. Pays de Bray, Vallée de la Bresle, Forêt d'Eu, Talou, Aliermont (Amiens 1967). Er war Professor an der Universität Dijon.
Loriot gab ab 1964 die Zeitschrift Linguistique picarde. Revue trimestrielle de la Société de linguistique picarde. Organe d'information de l'Atlas linguistique picard et du Trésor des parlers et traditions du Nord de la France heraus (zuletzt 171, 2005).
Im Rahmen des Projekts eines französischen Sprachatlas nach Regionen war Loriot (mit Raymond Dubois) verantwortlich für die Region Picardie und publizierte einen Fragebogen. Nach seinem Tod wurde das Projekt von Fernand Carton und Maurice Lebègue (mit reduziertem Fragebogen) zu Ende geführt.

## Weitere Werke
- (mit Raymond Dubois) Atlas linguistique picard. Questionnaire définitif, Dijon 1960
- (postum) Enquêtes dialectologiques, hrsg. von Gérard Taverdet, Fontaine-lès-Dijon 1997